# Opeas nothapalinus ssp. crenatum
Opeas nothapalinus ssp. crenatum је подврста класе Gastropoda која припада реду Stylommatophora. 

## Угроженост
Подаци о распрострањености ове врсте су недовољни.

## Распрострањење
Танзанија је једино познато природно станиште врсте.

## Станиште
Врста Opeas nothapalinus ssp. crenatum има станиште на копну.